# Пісари (Свентокшиське воєводство)
Пісари (пол. Pisary) — село в Польщі, у гміні Ожарув Опатовського повіту Свентокшиського воєводства.
Населення — 225 осіб (2011).
У 1975-1998 роках село належало до Тарнобжезького воєводства.

## Демографія
Демографічна структура на день 31 березня 2011 року:
|          | Загалом | Допрацездатний вік | Працездатний вік | Постпрацездатний вік |
| -------- | ------- | ------------------ | ---------------- | -------------------- |
| Чоловіки | 122     | 26                 | 83               | 13                   |
| Жінки    | 103     | 12                 | 57               | 34                   |
| Разом    | 225     | 38                 | 140              | 47                   |